# Sayaka Hirano
Sayaka Hirano (平野 早矢香) (Kanuma, 24 de març de 1985) és una jugadora de tennis de taula japonesa, cinc vegades campiona.
Va competir als Jocs Olímpics d'Estiu de 2008, arribant a la tercera ronda de la competició individual. També ho va fer a la competició per equips, en la qual va arribar a la final de la medalla de bronze però va perdre contra Corea del Sud.
A les semifinals de la competició per equips femenins dels Jocs Olímpics de Londres de 2012, va ajudar el Japó a superar Singapur per arribar a la seva històrica primera final, guanyant el seu partit de dobles amb Kasumi Ishikawa contra Wang Yuegu i Li Jiawei (11-3, 13-11 i 11-4). El Japó no va guanyar la Xina a la final però va guanyar la primera medalla de plata de la història del seu país en tennis de taula.
El març de 2016 Sayako Hirano va anunciar que es retiraria després del Gran Torneig de la Lliga Japonesa de Tennis de taula de l'abril. Va ser derrotada a la primera ronda per Yuko Fujii i després del partit, va dir: "Sento que ho he fet tot, potser hauria volgut jugar una mica millor. He anat a cada partit pensant com si fos l'últim i aconsegueixo plegar sense cap penediment".
Després de retirar-se com a jugadora de tennis taula professional, ha esdevingut una cara coneguda a les llars japoneses com a presentadora de televisió i periodista d'esports. També és assessora del club de tennis taula MIKI House.

## Assoliments
Individuals (fins al 10 d'octubre de 2015)
- Jocs Olímpics: vuitens de final (2008).
- Campionats del Món: vuitens de final (2011).
- Participacions a la Copa del Món: 4. Rècord: 5-8a posició (2014).
- Guanyadora del Pro Tour (5): Open de Sèrbia (2006); Open d'Alemanya (2009); Open de l'Índia (2010); Open d'Espanya (2011); Open de Belarús (2014). Subcampiona (4): Open de Xile (2007); Open del Japó (2009); Open del Marroc (2011); Open d'Espanya (2015).
- Aparicions a la Gran Final del Pro Tour: 6. Rècord: QF (2009, 2014)..
- Jocs Asiàtics: QF (2010).
- Campionats asiàtics: vuitens de final (2003, 2005, 2007, 2009).
- Copa d'Àsia: 6a (2004).

Dobles femenins
- Campionats del Món: QF (2009).
- Guanyadora del Pro Tour (4): Open de Polònia (2006); Open d'Àustria (2007); Open del Japó (2009); Open d'Egipte (2010); Open de Xile (2010); Rússia 2014. Subcampiona (5): Brasil, Xile, Open de Sèrbia (2006); Xina (Shenzhen), Open de Suècia (2007); Open del Marroc (2011).

- Aparicions a la Gran Final del Pro Tour: 3. Rècord: QF (2006, 2007 i 2009).
- Campionats Asiàtics: QF (2007 i 2009).

Dobles mixtos
- Campionats del Món: vuitens de final (2009 i 2015).

Equip
- Jocs Olúmpics: 2a posició (2012).
- Campionats del Món: 2a posició (2014).
- Copa del Món per equips: 3a posició (2009).